# فهرست یادنامه‌ها
این مقاله فهرستی از یادنامه‌ها/جشن‌نامه‌ها برای افراد سرشناس است.

## یادنامه‌های فارسی
| عنوان                                                                        | تقدیم‌شده به            | به‌اهتمام                                    | ناشر                                                             | سال  |
| ---------------------------------------------------------------------------- | ---------------------- | ------------------------------------------- | ---------------------------------------------------------------- | ---- |
| جشن‌نامه هانری کربن                                                           | هانری کربن             | سید حسین نصر                                | موسسه مطالعات اسلامی دانشگاه مک‌گیل                               | ۱۳۵۶ |
| یکی قطره باران                                                               | عباس زریاب خویی        | احمد تفضلی                                  | نشر نو                                                           | ۱۳۷۰ |
| جشن‌نامه علی‌اشرف صادقی                                                        | علی‌اشرف صادقی          | امید طبیب‌زاده                               | هرمس                                                             | ۱۳۸۲ |
| آفرین ادیب، جشن‌نامه ادیب برومند                                              | ادیب برومند            | شاهین آریامنش                               | شرکت سهامی انتشار                                                | 1394 |
| جشن‌نامه یدالله ثمره                                                          | یدالله ثمره            | امید طبیب‌زاده و محمد راسخ مهند              | دانشگاه بوعلی‌سینا                                                | ۱۳۸۳ |
| سرو سیمین؛ یادنامه سیمین دانشور                                              | سیمین دانشور           | شاهین آریامنش                               | پژوهشگاه میراث فرهنگی و گردشگری                                  |      |
| جشن‌نامه ابوالحسن نجفی                                                        | ابوالحسن نجفی          | امید طبیب‌زاده                               | نیلوفر                                                           | ۱۳۹۰ |
| جشن‌نامهٔ استاد سید مصطفی عاصی                                                 | مصطفی عاصی             | امید طبیب‌زاده و آزیتا افراشی                | کتاب بهار                                                        | ۱۳۹۸ |
| جشن‌نامهٔ دکتر محمود بی‌جن‌خان                                                   | محمود بی‌جن‌خان          | مهدی فتاحی و علی پیرحیاتی                   | کتاب بهار                                                        | ۱۴۰۱ |
| جشن‌نامهٔ سیروس شمیسا                                                          | سیروس شمیسا            | یاسر دالوند                                 | سده                                                              | ۱۳۹۸ |
| رایت منصور، جشن‌نامهٔ سیدمنصور سیدسجادی                                        | سیدمنصور سیدسجادی      | شاهین آریامنش                               | پژوهشگاه میراث فرهنگی و گردشگری و گروه پژوهشی باستان‌کاوی تیسافرن |      |
| شاهنشاهی ساسانی و تمدن‌های همجوار آن                                          | مایکل مورونی           | تورج دریایی و خداداد رضاخانی                | گاندی                                                            | ۱۳۹۷ |
| جشن‌نامهٔ استاد مدرس رضوی                                                      | محمدتقی مدرس رضوی      | ضیاءالدین سجادی                             | انجمن استادان زبان و ادبیات                                      | ۱۳۵۶ |
| باده‌های ازلی                                                                 | محمدحسین بهجتی         |                                             | حوزه هنری                                                        | ۱۳۷۵ |
| نذر عارف                                                                     | عارف نوشاهی            | سعید شفیعیون، بهروز ایمانی                  | کتابخانه مجلس                                                    | ۱۳۹۱ |
| جشن‌نامه محمدپروین گنابادی                                                    | محمدپروین گنابادی      | محسن ابوالقاسمی                             | توس                                                              | ۱۳۵۴ |
| شاخه‌های شوق (یادگارنامهٔ بهاءالدین خرمشاهی)                                   | بهاالدین خرمشاهی       | علی دهباشی                                  | قطره                                                             | ۱۳۸۷ |
| جشن‌نامه استاد اسماعیل سعادت                                                  | اسماعیل سعادت          | حسن حبیبی                                   | فرهنگستان                                                        | ۱۳۸۷ |
| به دانش بزرگ و به همت بلند: جشن‌نامه استاد احمد سمیعی                         | احمد سمیعی             | ‌سایه اقتصادینیا                             | هرمس                                                             | ۱۳۹۳ |
| جشن‌نامه استاد دکتر محمدعلی موحد                                              | محمدعلی موحد           | حسن حبیبی                                   | فرهنگستان                                                        | ۱۳۸۷ |
| جشن‌نامه استاد دکتر محمد خوانساری                                             | محمد خوانساری          | حسن حبیبی                                   | فرهنگستان                                                        | ۱۳۸۴ |
| جشن‌نامه استاد ذبیح‌الله صفا                                                   | ذبیح‌الله صفا           | سیدمحمد ترابی                               | شهاب ثاقب                                                        | ۱۳۷۷ |
| صراف خزان                                                                    | محمدرحیم صراف          | شاهین آریامنش                               | پژوهشگاه میراث فرهنگی و گردشگری                                  | ۱۳۹۷ |
| همایون‌نامه                                                                   | ناصر تکمیل همایون      | بهرنگ ذوالفقاری                             | نگارستان اندیشه                                                  | ۱۳۹۶ |
| جشن‌نامه دکتر محمد دبیرمقدم                                                   | محمد دبیرمقدم          | محمدرضا رضوی، مرضیه صناعتی                  | کتاب بهار                                                        | ۱۳۹۶ |
| ارج خرد                                                                      | جلال خالقی مطلق        | فرهاد اصلانی، معصومه پورتقی                 | مروارید                                                          | ۱۳۹۶ |
| جشن‌نامه م. پ. جکتاجی                                                         | محمدتقی پوراحمد جکتاجی | رحیم چراغی                                  | فرهنگ ایلیا                                                      | ۱۳۹۶ |
| فیلسوف سیاست                                                                 | جواد طباطبایی          | حامد زارع                                   | فلات                                                             | ۱۳۹۵ |
| با مهر                                                                       | محمدرضا باطنی          |                                             | فرهنگ معاصر                                                      | ۱۳۹۴ |
| دم مزن تا بشنوی زان آفتاب                                                    | محمدتقی راشد محصل      | مهدی علایی                                  | پژوهشگاه علوم انسانی و مطالعات فرهنگی                            | ۱۳۹۴ |
| جشن‌نامه دکتر کورش صفوی                                                       | کورش صفوی              | مهرداد نغزگوی کهن و محمد راسخ مهند          | سیاهرود                                                          | ۱۳۹۴ |
| نامه حایری                                                                   | عبدالحسین حایری        | عبدالحسین طالعی                             | کتابخانه مجلس                                                    | ۱۳۹۲ |
| سایه سرو                                                                     | احمد مهدوی دامغانی     | میثم کرمی                                   | حکمت                                                             | ۱۳۹۳ |
| جشن‌نامهٔ دکتر فتح‌الله مجتبائی                                                 | فتح‌الله مجتبایی        | علی اشرف صادقی و ابوالفضل خطیبی             | هرمس                                                             | ۱۳۹۳ |
| یادنامه دکتر احمد تفضلی                                                      | احمد تفضلی             | علی‌اشرف صادقی                               | سخن                                                              | ۱۳۷۹ |
| جشن‌نامه استاد سید احمد حسینی اشکوری                                          | احمد حسینی اشکوری      | رسول جعفریان                                | علم                                                              | ۱۳۹۲ |
| واژه واژه زندگی                                                              | ویدا شقاقی             | شهرام مدرس خیابانی و فریبا قطره             | نویسه پارسی                                                      | ۱۳۹۹ |
| فیلسوف فرهنگ                                                                 | رضا داوری اردکانی      | حسین کلباسی اشتری                           | مؤسسه حکمت و فلسفه                                               | ۱۳۸۷ |
| سعی مشکور                                                                    | محمدجواد مشکور         | سعید میرمحمد صادق                           | پایا                                                             | ۱۳۷۴ |
| ارج ورجاوند، جشن‌نامه دکتر پرویز ورجاوند                                      | پرویز ورجاوند          | شاهین آریامنش                               | شرکت سهامی انتشار                                                | 1396 |
| یشت فرزانگی: جشن‌نامه دکتر محسن ابوالقاسمی                                    | محسن ابوالقاسمی        | عسکر بهرامی و سیروس نصراله‌زاده              | هرمس                                                             | 1384 |
| فر فیروز، جشن‌نامه دکتر فیروز باقرزاده                                        | فیروز باقرزاده         | شاهین آریامنش                               | پژوهشگاه میراث فرهنگی و گردشگری و گروه پژوهشی باستان‌کاوی تیسافرن | 1399 |
| همه هستی ام نثار ایران، یادنامه غلامحسین صدیقی                               | غلامحسین صدیقی         | پرویز ورجاوند                               | چ‍اپ‍خ‍ش‌                                                               | ۱۳۷۲ |
| باستان‌شناسی ایران در دوره اسلامی (43 مقاله در بزرگداشت استاد محمدیوسف کیانی) | محمدیوسف کیانی         | محمدابراهیم زارعی                           | دانشگاه بوعلی سینا                                               | 1390 |
| ز هامون سوی گردون                                                            | منصور صفت‌گل            | رسول جعفریان، گودرز رشتیانی و شهرام یوسفی‌فر | نگارستان اندیشه                                                  | 1403 |